# Kokilka

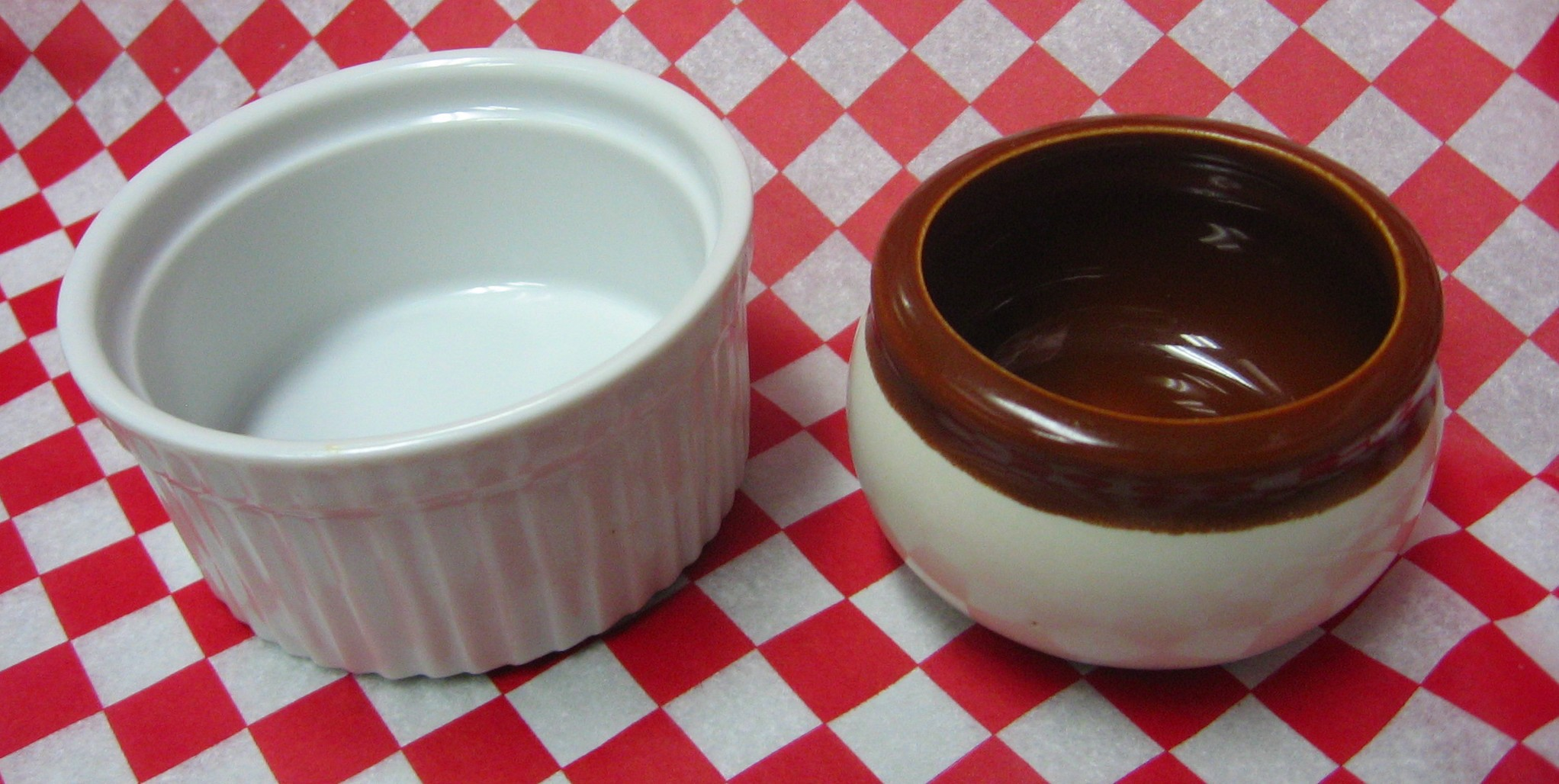
Dwie kokilki

Kokilka, kokila – małe naczynie kuchenne w kształcie miseczki, zwykle okrągłe. Wykonywane zwykle z materiału odpornego na działanie wysokiej temperatury: ceramiki (np. porcelany), szkła, metalu.
W kokilkach zapieka się i podaje do stołu niektóre przystawki i desery (na przykład crème brûlée).